# Artur Rodziński
Artur Rodziński (Spalato, 1º gennaio 1892 – Boston, 27 novembre 1958) è stato un direttore d'orchestra polacco.

## Biografia
Nacque a Spalato, nell'odierna Croazia da genitori polacchi. Crebbe in Ucraina dove studiò legge all'università. Il padre lo mandò poi a proseguire gli studi di legge a Vienna, dove Rodziński si iscrisse anche all'accademia di musica. Nel 1916 ricevette il dottorato in legge.
Al termine della prima guerra mondiale tornò in Ucraina e poi in Polonia: qui riuscì a trovare lavoro come direttore d'orchestra debuttando con l'opera Ernani. Nel 1920 passò al Teatr Wielki di Varsavia.
Si trasferì quindi negli Stati Uniti, dove lavorò con Leopold Stokowski dal 1925 al 1929. Fu quindi direttore musicale della Los Angeles Philharmonic dal 1929 al 1933. Dal 1933 al 1943 fu direttore musicale dell'Orchestra di Cleveland. Passò poi alla New York Philharmonic dal 1943 al 1947, e poi ancora la Chicago Symphony Orchestra dal 1947 al 1948.